# Al-Hudżajdż
AL-Hudżajdż (arab. الحجيج) – wieś w Syrii, w muhafazie Aleppo, w dystrykcie Afrin. W 2004 roku liczyła 319 mieszkańców.